# Hertog van Osuna

Wapenschild

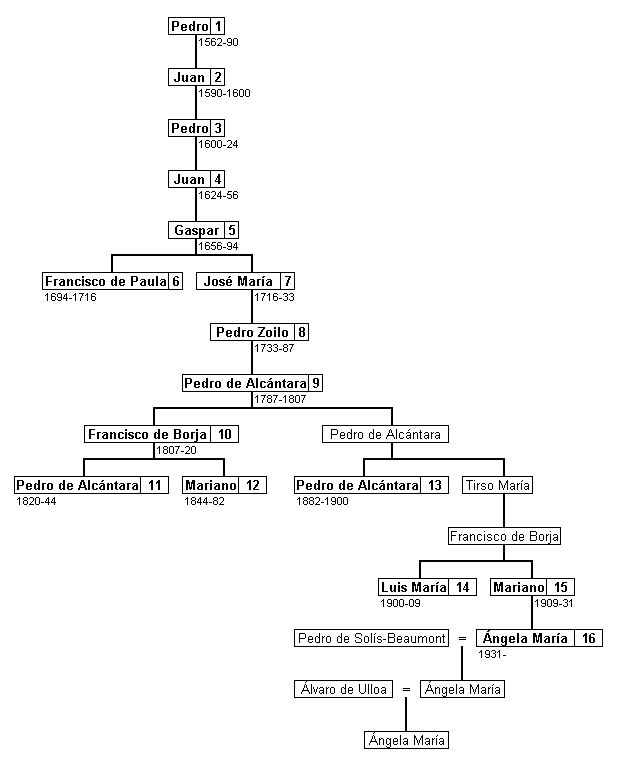
Stamboom

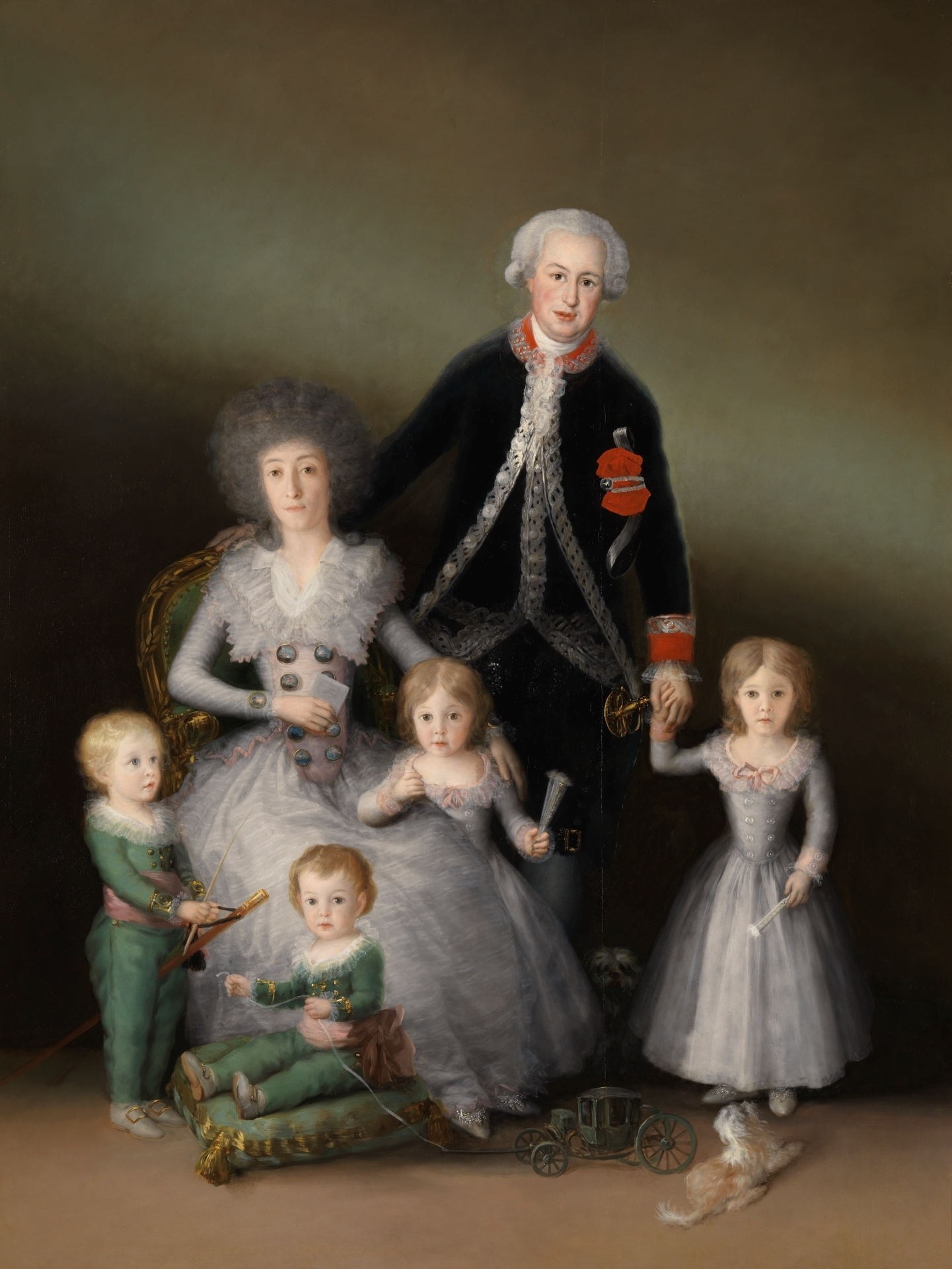
De 9e hertog en zijn gezin door Goya (1788), in het: Pradomuseum

De Spaanse adellijke titel hertog van Osuna (Spaans: Duque de Osuna) werd door Filips II gecreëerd in 1562; aan de titel is sinds de creatie de Grandeza de España verbonden.

## Geschiedenis
De titel werd gecreëerd voor de 5e Conde de Ureña. De erfhertog is gerechtigd bij koninklijk decreet de titel markies van Peñafiel te dragen. Vanaf de creatie tot 2015 werd deze titel gevoerd door leden van het geslacht Téllez-Girón.

### Dragers van de titel
- Pedro Téllez-Girón y de la Cueva (1537-1590), 1e hertog van Osuna en 5e graaf van Ureña, ambassadeur
- Pedro Téllez-Girón y Velasco (1574-1624), 3e hertog van Osuna, onderkoning van Napels en Sicilië
- Ángela María Téllez-Girón y Duque de Estrada (1925-2015), 16e hertogin van Osuna
- Ángela María de Solís-Beaumont y Téllez-Girón (1950), sinds 30 maart 2016 17e en huidige hertogin van Osuna